# Triglavska roža
Triglavska roža (znanstveno ime Potentilla nitida) je alpska roža. Povezana je z legendo o Zlatorogu, v kateri se ji pripisuje čudežna zdravilna moč.

## Opis
Raste v blazinah, listi so pritlični, trojnati, kratkopecljati, bleščeče srebrno dlakavi. Steblo je 1 - 2-cvetno, cvetovi so veliki največ 3 cm, rožnato do rdeče barve. Venčni listi so skoraj okrogli, čašni listi suličasti. Cveti med junijem in avgustom.

## Rastišče
Raste v skalnatih razpokah in grušču na apnenčastih in dolomitnih tleh južnih Alp od jezera Como do Julijskih alp, pa tudi v Karavankah in Kamniških Alpah. 